# Instituto Chico Mendes de Conservação da Biodiversidade
Het Instituto Chico Mendes de Conservação da Biodiversidade (ICMBio) is een Braziliaanse dienst die belast is met het beleid voor en beheer van biodiversiteit en natuurgebieden, opgericht in 2007.
De naam van het instituut is een eerbetoon aan de beroemdste rubbertapperactivist ter wereld, Chico Mendes. Mendes voerde strijd voerde voor de rechten van de rubbertappers en behoud van het milieu, in het bijzonder het regenwoud, en kreeg daarvoor wereldwijde erkenning, maar werd in 1988 vermoord, vrijwel zeker door zijn tegenstanders.
Het instituut is verantwoordelijk voor de administratie van het federale natuurbeleid en voor het stimuleren en uitvoeren voor onderzoek op het gebied van biodiversiteit. Tot die taak behoren het beheer van en beleid voor natuurgebieden en nationale parken. Ook kijkt het toe op het duurzaam gebruik van natuurlijke hulpbronnen en het respecteren van de belangen van de traditionele bevolking in federaal beschermde gebieden.

## IBAMA
Een deel van het natuur- en milieubeleid valt echter onder het Braziliaanse Instituut voor Milieu en Hernieuwbare Natuurlijke Hulpbronnen (IBAMA) uit 1989. Het IBAMA en het ICMBio zijn gekoppeld aan het ministerie van Milieu. IBAMA is verantwoordelijk voor milieu-vergunningverlening en handhaving op het federale niveau, terwijl ICMBio verantwoordelijk is voor het beheer van de federale beschermde gebieden, inclusief de inspectie en vergunningen voor deze gebieden.